# Liste des présidents des États généraux et de l'Assemblée constituante
Liste des Présidents qui se sont succédé à la tête de l'Assemblée constituante de 1789, en France, de 1789 à 1791, au cours de la Révolution de 1789. Jusqu'au 17 juin, date à laquelle, à l'initiative des députés du Tiers, les états généraux prennent le titre d'Assemblée nationale, puis d'Assemblée nationale constituante. Les trois ordres se réunissaient dans des chambres séparées.

## États généraux
Chambre de la noblesse :
- 6 mai : président : le comte de Montboissier (doyen d'âge)
- 12 juin : président : le duc de Montmorency-Luxembourg
- (13 juin vice-président : le duc de Croÿ)

La Chambre de la noblesse tint sa dernière séance le 11 juillet.
Chambre du clergé :
- 6 mai : président : le cardinal de La Rochefoucauld (président provisoire en vertu de son rang hiérarchique)
- 24 juin : président : le cardinal de La Rochefoucauld (président par élection régulière)

La Chambre du clergé tint sa dernière séance le 27 juin.
Tiers-état :
- 6 mai : président : Charles Florimond Leroux (député d'Amiens), doyen d'âge
  - 13 mai adjoints nommés pour huit jours : d'Ailly, Jean-Baptiste Viguier, Glezen, Thouret, Redon, Verdollin, Jean-Étienne Menu de Chomorceau, Régnier, Mounier, Salomon, Thoret, de Flachslanden, Simon de Maibelle, François-Mathieu de Rondeville[1], Marc Florent Prévost, Loys, Terrats.
- 22 mai : président : Jean-Étienne Menu de Chomorceau, choisi par les adjoints pour remplacer Le Roux, démissionnaire. (Entretemps, Durand de Maillane avait remplacé Verdollin; Palasne de Champeaux avait remplacé Glezen et il est remplacé par Kervélégan.)
- 1er juin : président : d'Ailly (démissionnaire le 3) ; adjoints : Leissègues de Rozaven, de Luze Letang, Mirabeau, Bouchette, Boëry, Druillon, Dufraisse, Reubell, des Escoutes, Millanois, Pison du Galland, Tronchet, Viguier, Thouret, Menu de Chomorceau, Griffon de Romagné, Brassart, Arnoult, Loys, Terrats.
- 3 juin : président : Bailly (remplace d'Ailly, démissionnaire)
- 8 juin : président : Bailly (réélu) ; adjoints : Blanquart de Salines, Giraud Duplessix, Tixedor, Pernel, Gérard de Vic[2], de Luze Letang, Schmits, Vaillant, Jean-Baptiste Wartel[3], René Enjubault de la Roche, Marie-Étienne Populus, Camus, Houdet, Roussier, Meynier de Salinelles, Dabbaye, Boëry, Millanois, Pison du Galland, Reubell.

## Année 1789
- 17 juin au 3 juillet : Jean-Sylvain Bailly.
- 3 juillet : Louis Philippe d'Orléans (1747-1793), dit Philippe-Égalité (refuse la présidence).
- 3 au 17 juillet : Jean-Georges Lefranc de Pompignan.
- 18 juillet au 2 août : François Alexandre Frédéric de La Rochefoucauld-Liancourt.

Le 29 juillet, l'Assemblée constituante vote un règlement concernant les présidents et les secrétaires. Il stipule notamment : 1° Il y aura un président et six secrétaires. 2° le président ne pourra être élu que pour quinze jours ; il ne sera point continué mais il sera éligible de nouveau dans une autre quinzaine... 5° En l'absence du président, son prédécesseur le remplacera dans les mêmes fonctions... 8° On procédera dans les bureaux à l'élection des secrétaires par un seul scrutin... 10° La moitié des secrétaires sera changée et remplacée tous les quinze jours.
- 3 août : Jacques-Guillaume Thouret (refuse la présidence).
- 3 au 16 août : Isaac-René-Guy Le Chapelier.
- 17 au 30 août : Stanislas de Clermont-Tonnerre.
- 31 août au 13 septembre : César-Guillaume de La Luzerne.
- 14 au 27 septembre : Stanislas de Clermont-Tonnerre.
- 28 septembre au 9 octobre : Jean-Joseph Mounier.
- 10 au 27 octobre : Emmanuel Marie Michel Philippe Fréteau de Saint Just.
- 28 octobre au 11 novembre : Armand-Gaston Camus.
- 12 au 22 novembre : Jacques-Guillaume Thouret.
- 23 novembre au 4 décembre : Jean de Dieu-Raymond de Boisgelin de Cucé.
- 5 au 21 décembre : Emmanuel Marie Michel Philippe Fréteau de Saint Just.
- 22 décembre 1789 au 3 janvier 1790 : Jean-Nicolas Démeunier.

## Année 1790
- 4 au 17 janvier : François-Xavier de Montesquiou-Fezensac.
- 18 janvier au 1er février : Guy-Jean-Baptiste Target.
- 2 au 15 février : Jean-Xavier Bureau de Pusy.
- 15 au 27 février : Charles-Maurice de Talleyrand-Périgord.
- 28 février au 14 mars : François-Xavier de Montesquiou-Fezensac.
- 15 au 26 mars : Jean-Paul Rabaut de Saint-Étienne.
- 27 mars au 11 avril : Jacques-François de Menou.
- 12 au 26 avril : Charles-François de Bonnay.
- 27 au 28 avril : François-Henri de Virieu (1754-1793) (démissionnaire).
- 29 avril au 7 mai : Jean-Louis Gouttes.
- 8 au 26 mai : Jacques-Guillaume Thouret.
- 27 mai au 7 juin : Bon Albert Briois de Beaumetz.
- 8 au 20 juin : Emmanuel-Joseph Sieyès.
- 21 juin au 4 juillet : Louis-Michel Le Peletier de Saint-Fargeau.
- 5 au 19 juillet : Charles-François de Bonnay.
- 20 au 30 juillet : Jean-Baptiste Treilhard.
- 31 juillet au 15 août : Antoine Balthazar Joachim d'André.
- 16 au 29 août : Pierre Samuel du Pont de Nemours.
- 30 août au 10 septembre : Joseph-Henri de Jessé.
- 11 au 24 septembre : Jean-Xavier Bureau de Pusy.
- 25 septembre au 8 octobre : Jean-Louis Emmery.
- 9 au 24 octobre : Philippe-Antoine Merlin de Douai.
- 25 octobre au 7 novembre : Antoine Barnave.
- 8 au 19 novembre : Charles-Antoine Chasset.
- 20 novembre au 3 décembre : Alexandre Théodore Victor de Lameth.
- 4 au 20 décembre : Jérôme Pétion de Villeneuve.
- 20 décembre : Charles-François de Bonnay (refuse la présidence).
- 21 décembre 1790 au 3 janvier 1791 : Antoine Balthazar Joachim d'André.

## Année 1791
- 4 au 17 janvier  : Jean-Louis Emmery.
- 18 au 28 janvier : Henri Jean-Baptiste Grégoire.
- 29 janvier au 14 février : Honoré Gabriel de Mirabeau.
- 14 au 25 février : Adrien Duport.
- 26 février au 13 mars : Louis-Marie de Noailles.
- 13 au 29 mars : Anne-Pierre de Montesquiou-Fezensac.
- 30 mars au 8 avril : François-Denis Tronchet.
- 9 au 22 avril : Jean-Baptiste-Charles Chabroud.
- 23 avril au 8 mai : Jean-François Rewbell, dit Reubell.
- 9 au 23 mai : Antoine Balthazar Joachim d'André.
- 24 mai au 5 juin : Jean-Xavier Bureau de Pusy.
- 6 au 18 juin : Luc Dauchy.
- 19 juin au 2 juillet : Alexandre de Beauharnais.
- 3 au 18 juillet : Charles de Lameth.
- 30 au 12 août : Jacques Defermon des Chapelières.
- 31 juillet au 12 août : Alexandre de Beauharnais.
- 14 au 26 août : Charles-Louis-Victor de Broglie.
- 27 août au 9 septembre : Théodore Vernier.
- 12 au 30 septembre : Jacques-Guillaume Thouret.